# Église Saint-André de Bayonne
L'église Saint-André est une église néo-gothique située à Bayonne dans les Pyrénées-Atlantiques. Dédiée à saint André, elle dépend du diocèse de Bayonne et appartient à la paroisse Bayonne-Centre.

## Histoire
L'église est construite par les architectes Hippolyte Durand, architecte diocésain, et Hippolyte Guichenné dans le quartier du Petit Bayonne entre 1856 et 1869 sous le règne de Napoléon III dans le style néo-gothique, alors fort en vogue. Elle est construite à l'emplacement de l'ancien collège de Bayonne qui fut un foyer du jansénisme. La construction est financée en grande partie par un legs (5 millions de francs en plusieurs dons) du banquier Jacques-Taurin de Lormand, mort en 1847. Le conseil municipal alloue en 1858 une somme supplémentaire pour la finalisation des travaux et le mobilier. L'église est bénie le 7 mars 1862. L'ancienne église des Capucins qui la jouxte est démolie.
Le 13 décembre 1895, une partie de la voûte s'effondre sur la tribune de l'orgue, car le sol est marécageux.  Les flèches, trop lourdes et culminant à 74 mètres, sont démolies en 1901 et remplacées en 1903 par les deux tours-beffroi actuelles.

## Architecture
En forme de croix latine, l'église s'inspire des églises gothiques du XIIIe siècle avec deux tours en façade et une rosace imposante au-dessus des portails. Elle est à trois nefs ogivales.
À l'intérieur de l'église, on remarque un tableau du Bayonnais Léon Bonnat (1833-1922) représentant l’Assomption et un tableau d'un autre Bayonnais, Eugène Pascau (1875-1944) représentant la Sainte Famille. Le chemin de croix en céramique de 1956 est d'André Trébuchet (1898-1962) ; il a été classé à titre d'objet par les monuments historiques.
L'orgue a été offert par Napoléon III en 1862 (inauguré le 9 avril 1863) et a été fabriqué par Georges Wenner et Jean-Jacob Götty de Bordeaux, avec 32 jeux et 3 claviers,. Il est classé à titre d'objet par les monuments historiques en 2002,,. Cet instrument de grande qualité a eu pour titulaire le compositeur Joseph Ermend-Bonnal de 1924 à 1939, qui le fit restaurer par le facteur Victor Gonzalez en 1933. Le titulaire depuis 1995 est Étienne Rousseau-Plotto. 

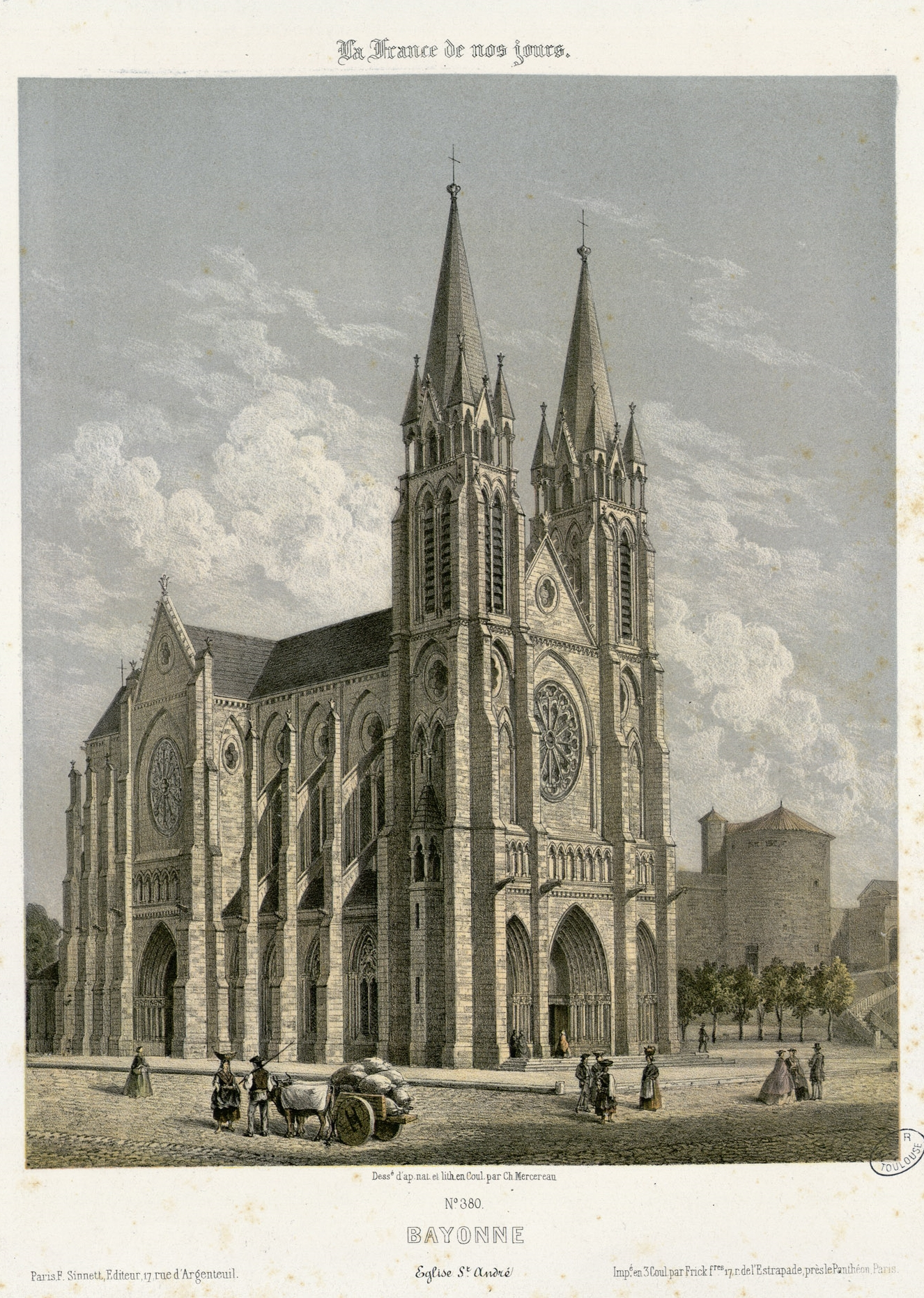
Les anciennes flèches de l'église.
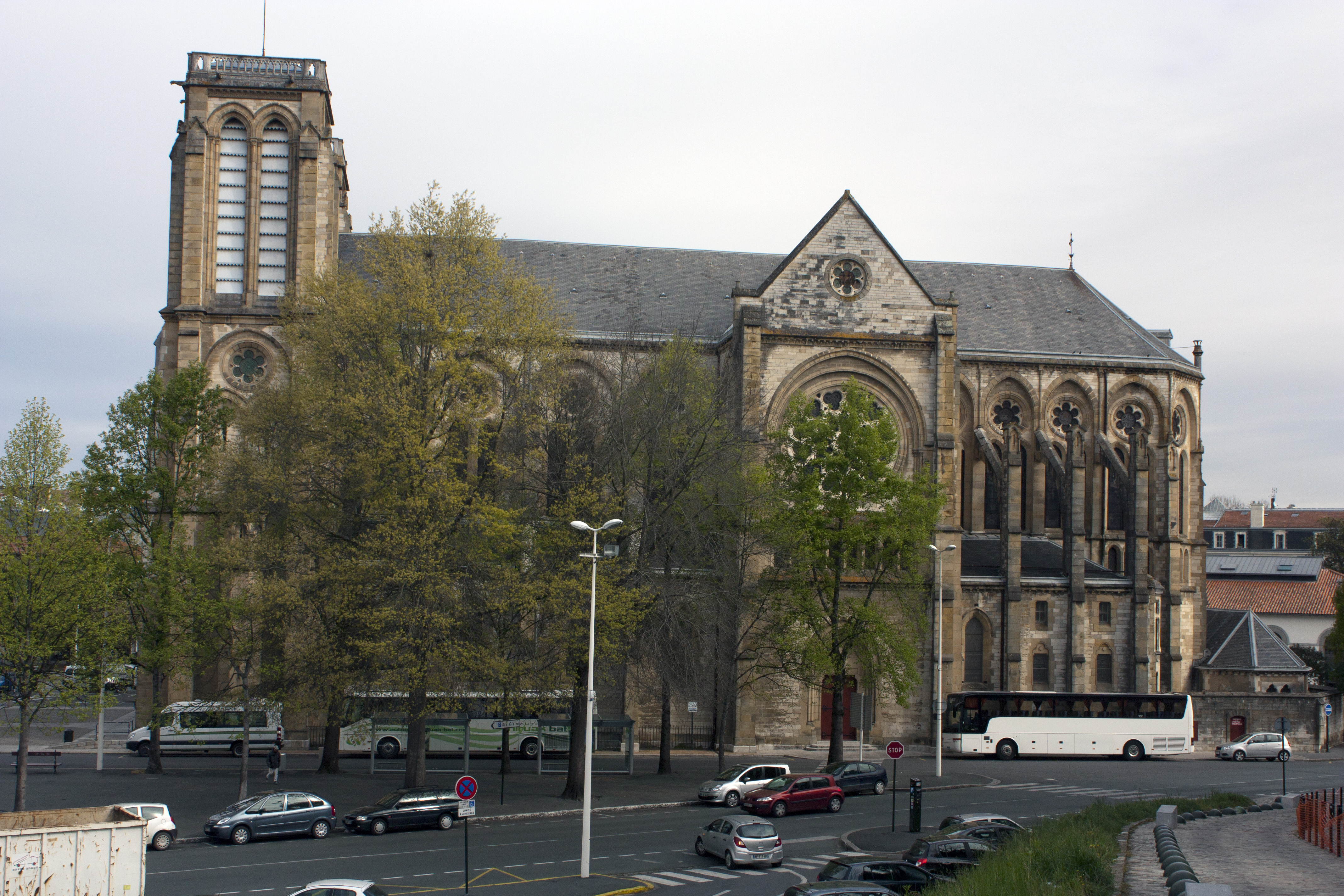
Côté sud.
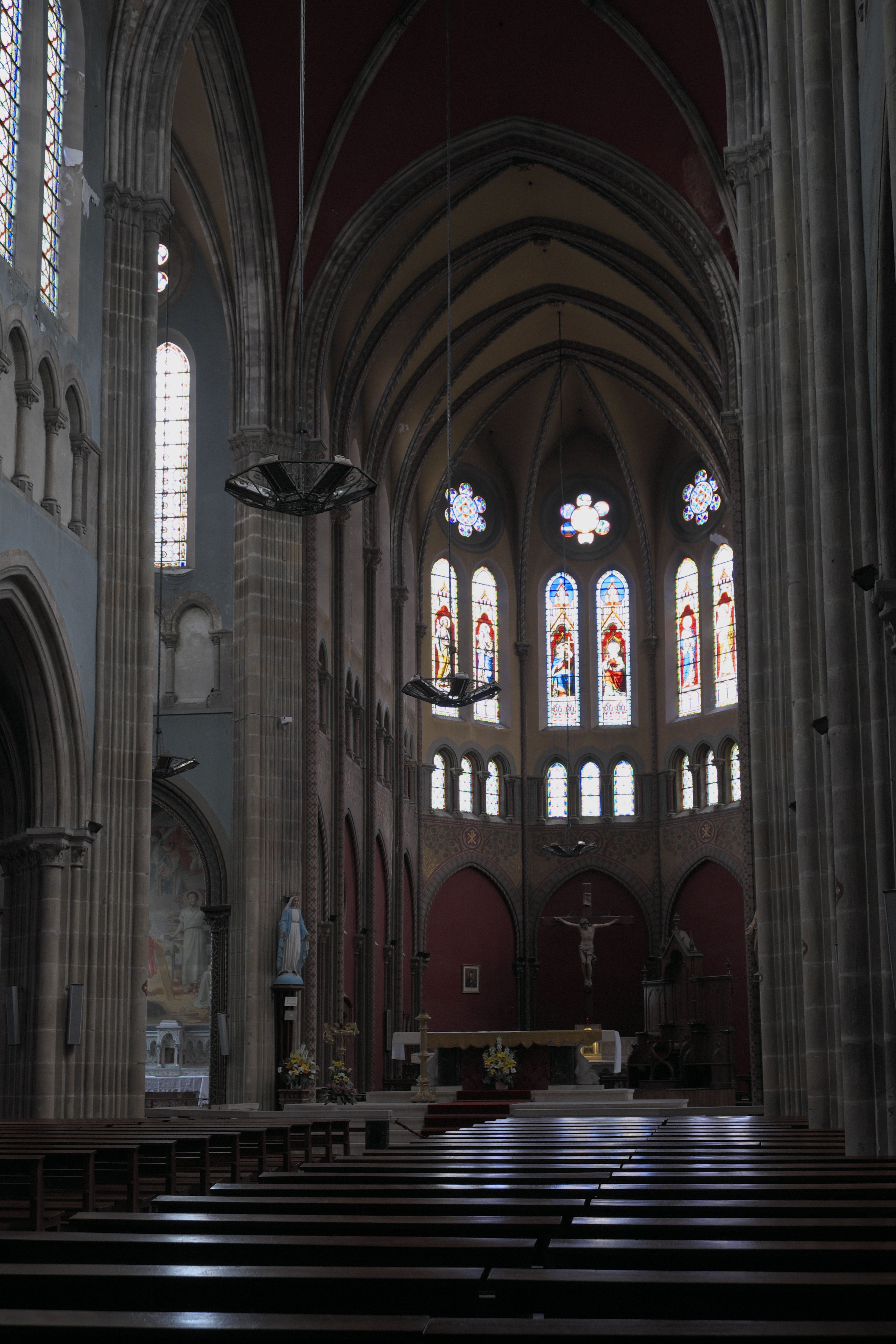
Vue intérieure.